# Amtsbezirk Allentsteig
Der Amtsbezirk Allentsteig ist eine ehemalige Verwaltungseinheit im Waldviertel in Niederösterreich.
Der Amtsbezirk war der Kreisbehörde in Krems an der Donau unterstellt und besorgte deren Amtsgeschäfte vor Ort. Die Zuständigkeit erstreckte sich neben Allentsteig auf die damaligen Gemeinden Altpölla, Bernschlag, Breitenfeld, Döllersheim, Echsenbach, Edelbach, Felsenberg, Franzen, Göpfritz an der Wild, Großhaselbach, Heinreichs, Kirchberg an der Wild, Merkenbrechts, Neupölla, Niederplöttbach, Großpoppen, Scheideldorf, Schlagles, Schwarzenau, Stögersbach, Thaua und Thaures.
Der Amtsbezirk umfasste dabei 23 Gemeinden mit 14.042 Einwohnern (lt. Zählung von 1851).